# Çelikhan
Çelikhan (früher Komişir) ist eine Stadt und zugleich ein Landkreis in der türkischen Provinz Adıyaman in Südostanatolien. Die Stadt Çelikhan beherbergt knapp 59 Prozent der Landkreisbevölkerung und gliedert sich in neun Mahalle (Stadtviertel).
Der Landkreis Çelikhan liegt im Norden der Provinz und grenzt an die Provinz Malatya. Er gliedert sich neben der Kreisstadt in eine weitere Kleinstadt (Belediye): Pınarbaşı (3182 Einwohner) und 20 Dörfer (Köy) mit durchschnittlich 144 Einwohnern. Yeşiltepe (408 Einw.) ist das bevölkerungsreichste Dorf, weitere acht Dörfer haben ebenfalls mehr Einwohner als der Durchschnitt. Der Anteil der städtischen Bevölkerung beträgt über 80 Prozent.

## Einzelnachweise

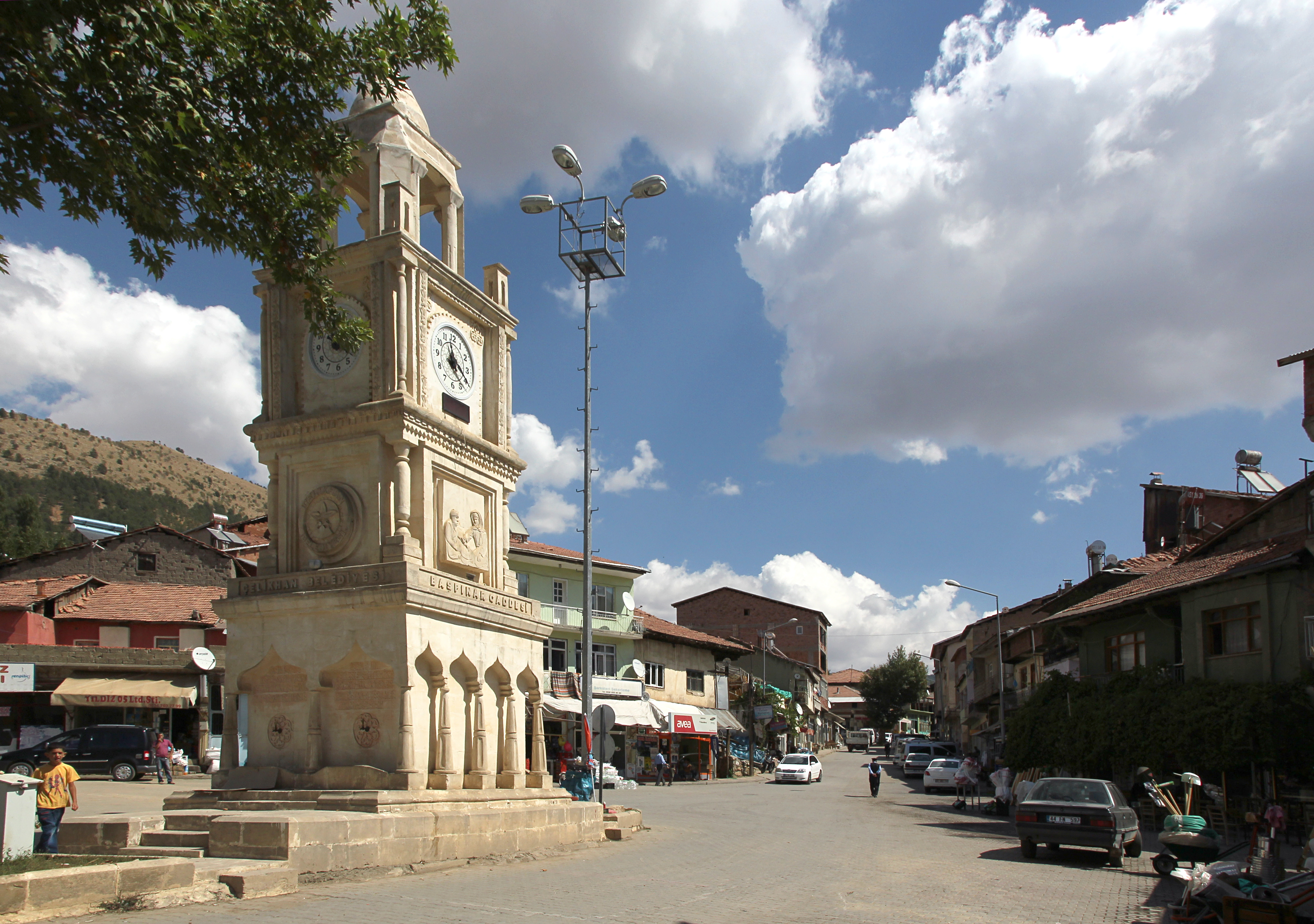
Uhrturm an der Einmündung der Gölbaşı Cd. in die Hükümet Cd.